# Cinci lei (monedă românească)
Cinci lei a fost o monedă a leului românesc. A fost introdusă în 1880, iar ultima emisiune monetară, 1992-1995, a avut putere circulatorie, de jure, până la 1 iulie 2003. Istoric, până în Primul Război Mondial, monedele de 5 lei din argint erau cunoscute în limbajul popular sub numele de „piesă”.

## Istorie

### Principatul României
Deși Legea monetară din 22 aprilie/4 mai 1867 prevedea emisiunea unei monede de 5 lei, aceasta nu a fost introdusă decât în 1880.
Astfel, 28 martie 1879, a fost adoptată Lege, pentru baterea monetelor de argint in bucăți de cinci lei care reglementa baterea monedelor de argint cu valoarea nominală de 5 lei, în conformitate cu standardele Uniunii Monetare Latine. Potrivit legii, guvernul era autorizat să emită monede până la o sumă totală de 20 de milioane de lei, utilizând rublele aflate în Casa Tezaurului Public și la Casa de Depuneri și Consemnațiuni, precum și cele care urmau să fie colectate ulterior. Monedele de 5 lei urmau să fie realizate prin topirea acestor ruble, transformându-le în monedă națională conform standardelor internaționale.
Monedele aveau următoarele specificații: o greutate de 25 grame, argint cu un titlu de 900‰, un diametru de 37 mm și o toleranță de 3‰. Pe avers urma să fie reprezentată efigia domnitorului, iar pe revers stema țării, valoarea nominală și anul emisiunii.
După emiterea unei prime tranșe de 5 milioane de lei, consiliul miniștrilor avea responsabilitatea de a stabili momentul demonetizării monedelor de argint care nu respectau standardele Uniunii Monetare Latine. Fabricarea monedelor urma să fie realizată în țară, sub supravegherea Ministerului de Finanțe.
La 15 noiembrie 1880, Consiliul de Miniștri al României a adoptat decizia de a retrage rublele rusești din circulație, în urma acumulării unei sume de peste 5 milioane de lei în monede naționale de 5 lei, conform legii din 28 martie 1879. Decizia a fost oficializată printr-un decret domnesc publicat în Monitorul Oficial, care stabilea că începând cu 27 noiembrie 1880, rublele rusești și subdiviziunile lor nu mai aveau curs legal în România, iar acestea puteau fi predate la casele statului pentru demonetizare, până la 31 decembrie 1880, fiind evaluate la următoarele rate:
- O rublă: 3 lei și 50 bani,
- 3/4 ruble: 2 lei și 62 bani,
- 1/2 rublă: 1 leu și 75 bani,
- 1/4 rublă: 87 bani.[7][8]

#### 5 lei 1880-1881

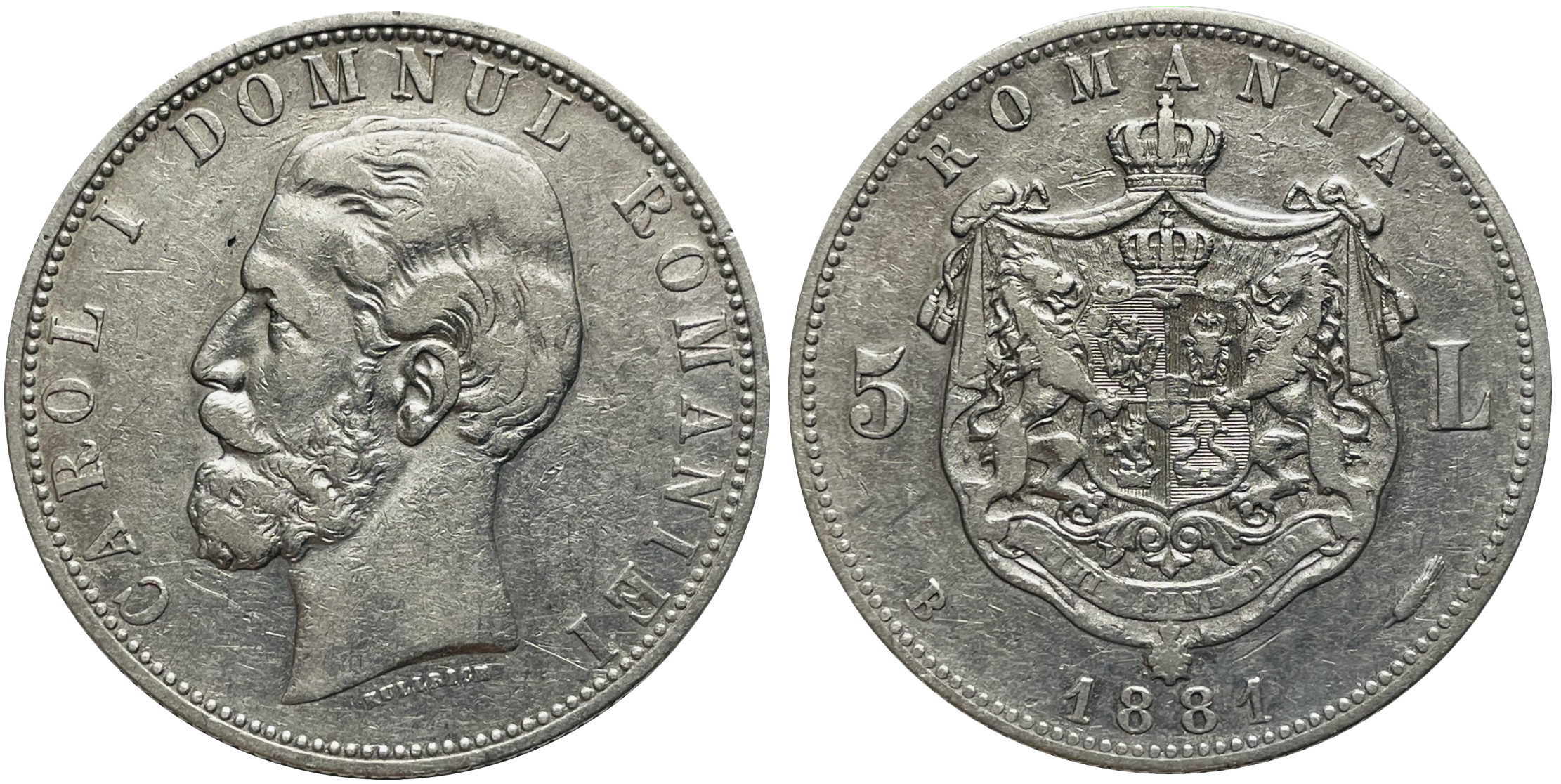
Monedă de 5 lei din 1881

Emisă între 1880 și 1881, aceasta măsura 37 mm în diametru, era compusă din argint 90% argint și 10% cupru, cântărea 25 de grame, iar muchia era zimțată. Pe avers se găsea portretul domnitorului Carol I, înconjurat de inscripția CAROL I DOMNUL ROMANIEI. Sub portret se găsea numele de familie al gravorului, KULLRICH, deși pentru 1880 există și o variantă cu numele gravorului lângă cercul perlat. Pe revers se găsea stema României, cu numele țării deasupra și valoarea nominală împărțită de-o parte și de alta a stemei. Anul emiterii a fost plasat sub stemă, cu semnele monetăriei București, „B” în stânga și spicul de grâu în dreapta. Tirajul total a fost de 1.800.000 de monede în 1880 și 2.200.000 în 1881.

### Regatul României

#### 5 lei 1881

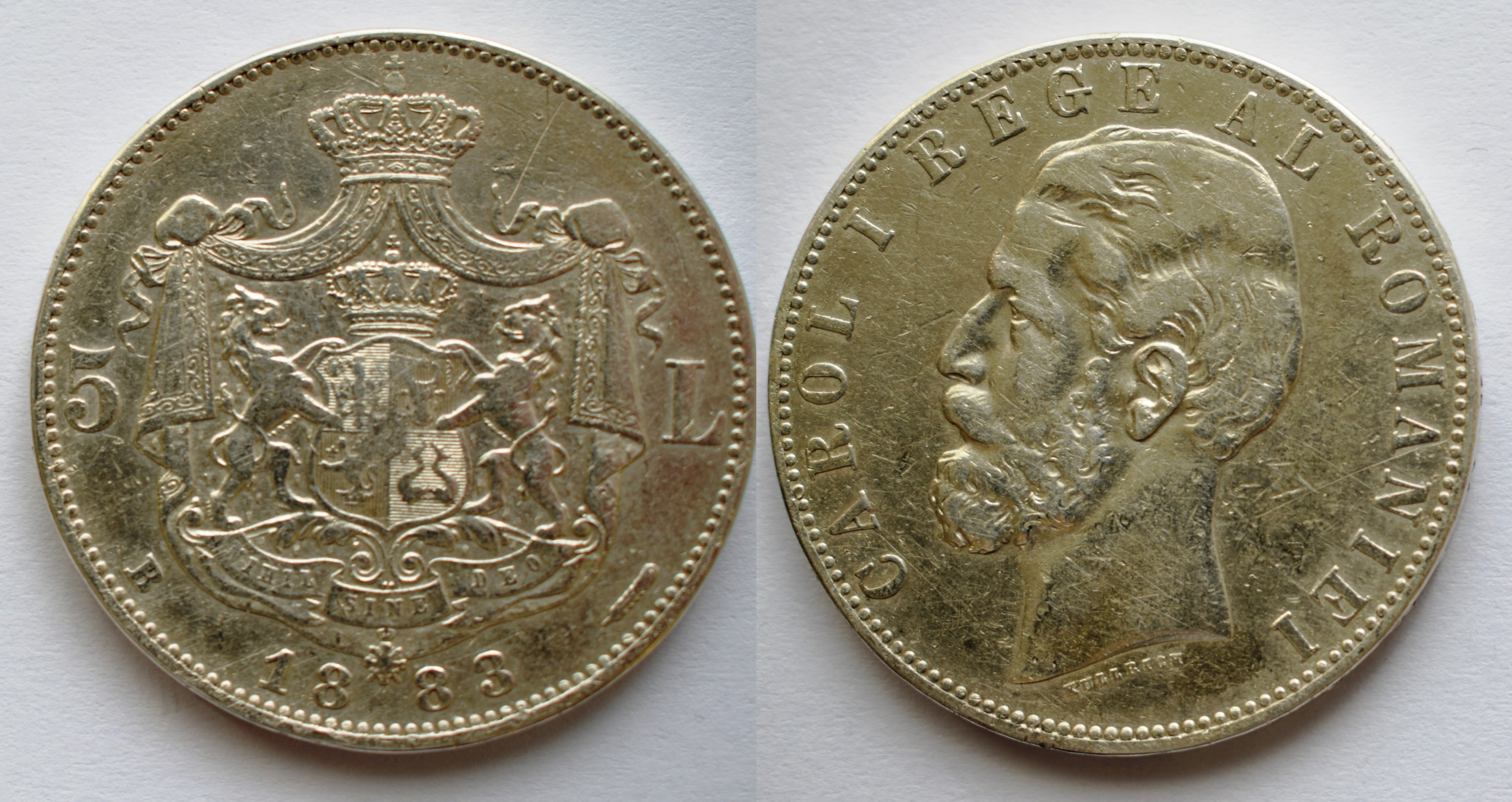
Monedă de 5 lei din 1883

După promulgarea legii privind proclamarea Regatului României la 14/26 martie 1881, au fost puse în circulație două noi monede de 5 lei, cu specificații identice și design asemănător emisiunii precedente. 
Prima monedă a fost emisă doar în 1881, într-un tiraj de 570.000 de bucăți, iar singura diferență față de emisiunea anterioară era textul din jurul lui Carol I care a fost modificat în CAROL I REGE AL ROMANIEI.

#### 5 lei 1881-1885
A doua avea aversul identic cu cealaltă monedă pusă în circulație, iar pe revers numele țării a fost eliminat din partea de sus, Stema Regatului României fiind mai mare în dimensiune față de celelalte monede aflate în circulație. O altă diferență era prezentă la nivelul muchiei, aceasta fiind inscripționată.
Au exitat variații asupra inscripției, aceasta fiind PATRIA ★SI|★ DREPTUL ★|MEU|★★★★★ pe monedele emise în 1881 și 1882, precum și o variantă cu prima stea întoarsă în 1881, PATRIA ★SI|★ DREPTUL ★|MEU|★★★★★★ pe monedele emise în 1881, 1883, 1884 și 1885, precum și o variantă cu a cincea stea din șir întoarsă în 1881, dar și PATRIA ✶SI|✶ DREPTUL ✶|MEU|✶✶✶✶✶ în 1881. Tirajul a fost de 1.230.000 monede în 1881, 1.100.000 în 1882, 2.300.000 în 1883, 300.000 în 1884, și 40.000 în 1885, fiind bătute la Monetăria din București.
La 17 martie 1890 s-a adoptat o nouă lege monetară care menținea definiția unității monetare naționale din legea monetară din 1867 (0,3226 g aur cu titlul 900 la mie), dar a abrogat definiția în argint a leului, instituind astfel monometalismul. Monedele de argint deveneau monede divizionare, fiind primite în mod obligatoriu la plată pentru suma maximă de 50 lei. Cheltuielile pentru efectuarea transformării urmau să fie acoperite prin valorificarea argintului obținut din demonetizarea monedelor de 5 lei, până la suma de 40 de milioane de lei. Conform priectului de lege votat de Adunarea Deputaților la 8 iunie 1889, dimensiunea monedelor de 5 lei urma să se modifice de la 37 mm la 38 mm. Totalul pieselor de 5 lei retrase a însumat 25.000.000 de lei.

#### 5 lei 1901
Alte 82.460 de piese cu design identic ca a celor din emisiunea 1881-1885, dar cu noua dimensiune de 38 mm, au fost bătute în 1901, la Hamburg, muchia acestora fiind zimțată.

#### 5 lei 1906
În 1906, o monedă comemorativă de cinci lei a fost emisă în 200.000 de exemplare pentru a marca 40 de ani de la începutul domniei lui Carol I. Aversul prezenta un portret al acestuia din 1906, cu inscripția CAROL I REGE AL ROMANIEI ⋆ 1866-1906 ⋆ înconjurându-l. Sub portret se aflau inițialele „AM” pentru Alphonse Michaux, gravorul șef al monetăriei din Bruxelles. Reversul prezenta un portret din 1866 al lui Carol I cu inscripția CAROL I DOMNUL ROMANIEI ⋆ 5 LEI ⋆ înconjurându-l. Sub portret se afla marca gravorului, A. MICHAUX, iar muchia era zimțată.
La 10 aprilie 1916, ziarul Ziua a relatat că în Monitorul Oficial din 9 aprilie fusese publicat un ordin prin care se interzicea exportul monedelor de argint, nichel și aramă.
La 8 august 1916, Ministerul de Finanțe a anunțat, prin intermediul Biroului Presei din Ministerul de Interne, intenția de a retrage din circulație, începând cu 1 septembrie 1916, toate monedele de argint aflate în uz, urmând ca acestea să fie înlocuite cu monede noi, purtând efigia regelui Ferdinand I. Cu toate acestea, la 27 august 1916, România a intrat în Primul Război Mondial, iar monedele de argint emise înainte de 1916 au rămas în circulație de jure și au fost retrase oficial prin Legea nr. 4.150 pentru baterea monetelor de argint din 21 decembrie 1931. Legea prevedea că acestea au puteau fi depuse la Banca Națională a României, care le răscumpăra cu valoarea comercială a argintului conținut în ele. Prețul de argintului era stabilit de Ministerul Industriei și Comerțului, în funcție de cotațiile oficiale din momentul depunerii. Termenul limită pentru preschimbare a fost stabilit la 31 decembrie 1933. Pentru o monedă de 5 lei se ofereau, de exemplu, în 1933, 34 lei. Monedele deteriorate erau acceptate, însă prețul plătit era ajustat proporțional cu pierderea de greutate.
După Reforma monetară din 1947, Banca Națională a României a lansat un program de achiziție a argintului sub formă de monede și obiecte, stabilind un preț de 2.306 lei pentru un kilogram de argint fin. Au fost fixate prețuri pentru monedele din argint retrase din circulație, inclusiv emisiuni mai vechi, precum cele din timpul domniilor regelui Carol I și Carol II. Cozile formate la sediile BNR, menționate în presa vremii, sugerează că astfel de monede erau încă larg deținute de populație.
Potrivit unui comunicat din 10 septembrie 1947, prețurile oferite de BNR pentru monedele de argint erau următoarele:
- 50 bani (Carol I) – 5 lei
- 1 leu (Carol I) – 9,50 lei
- 2 lei (Carol I) – 19 lei
- 5 lei (Carol I) – 52 lei
- 250 lei 1939–1941 (Carol II și Mihai I) – 23 lei
- 200 lei 1942 (Mihai I) – 11,50 lei
- 500 lei 1941 (Mihai I, jubiliară) – 48 lei
- 500 lei 1944 (Mihai I) – 19,50 lei
- 25.000 lei 1946 (Mihai I) – 20 lei
- 100.000 lei 1946 (Mihai I) – 40,50 lei[29]

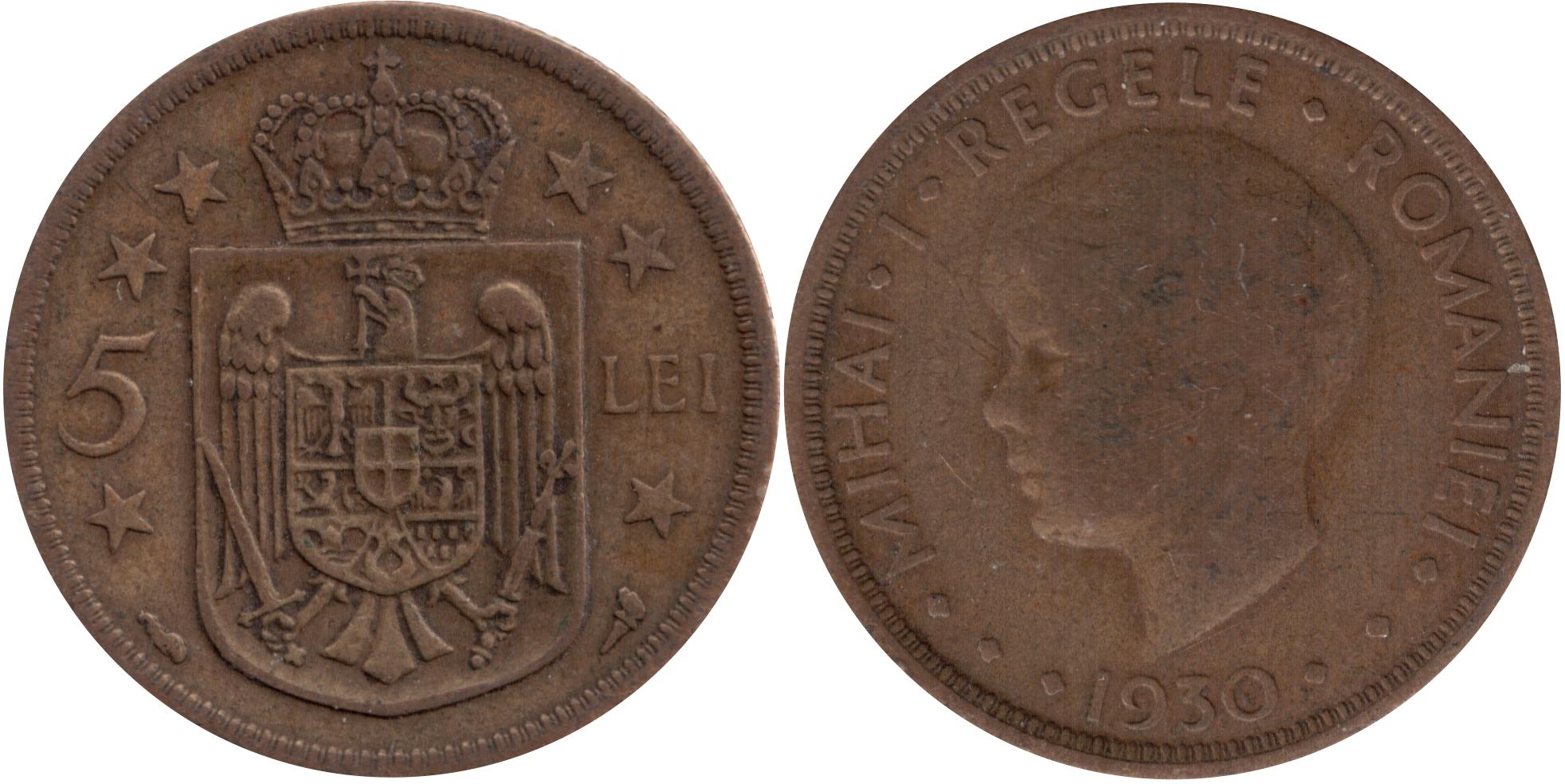
Monedă de 5 lei din 1930

#### 5 lei 1930
Următoarea monedă de 5 lei a fost emisă după Marea Unire, la 15 martie 1930, în timpul primei domnii a regelui Mihai I al României. Aceasta avea 21 mm în diametru, 3,5 g în greutate, era compusă din 79% cupru, 20% zinc și 1% nichel, iar muchia era zimțată. Aversul prezenta portretul regelui, copil, înconjurat de inscripția MIHAI ◆ I ◆ REGELE ◆ ROMANIEI ◆◆◆ 1930 ◆◆◆. Reversul prezenta stema mică a Regatului României, valoarea nominală împărțită de-o parte și de alta a stemei și trei stele pe fiecare parte. Monedele au fost bătute la trei monetării diferite, Paris, Heaton și King's Norton, iar în funcție de asta prezintă un semn de monetărie diferit sub stemă, jos: cornul abundenței în stânga și o torță în dreapta pentru cele de la Paris sau, pe mijloc, litera H pentru Heaton, respectiv KN pentru King & Northon. De asemenea, tot în funcție de monetărie, monedele prezintă un număr diferit de zimți pe muchie: 115 pentru cele de la Paris, 114 pentru cele de la Heaton și 120 pentru cele de la King's Norton. Tirajul total a fost de 60 de milioane de monede, dintre care 30 de milioane au fost emise la Paris și câte 15 milioane la Heaton, respectiv King's Norton.
Printr-un ordin al Ministerului de Finanțe de la 2 octombrie 1937, moneda urma să își piardă puterea circulatorie începând cu 1 Ianuarie 1938. Totuși, doar 20% din tiraj a fost retras, fiindcă autoritățile au revenit rapid asupra măsurii, iar moneda a rămas în circulație până în 1943 când a fost retrasă prin Decretul lege pentru retragerea din circulație a monetei de 5 lei din metal galben și baterea unei noi monete de 5 lei din zinc din 30 noiembrie 1942.
Moneda a început să fie retrasă din circulație începând cu 10 decembrie 1942 și urma să aibă putere circulatorie până la 31 martie 1943, ulterior fiind acceptată doar pentru plata impozitelor până la 30 aprilie 1943. Din pricina recuperării modeste, Ministerul Finanțelor a revenit asupra acestui termen și l-a prelungit până la 31 mai 1943, iar ulterior până la 31 august 1943, termen final, după această dată fiind primită până la 30 septembrie 1943 doar pentru plata impozitelor.

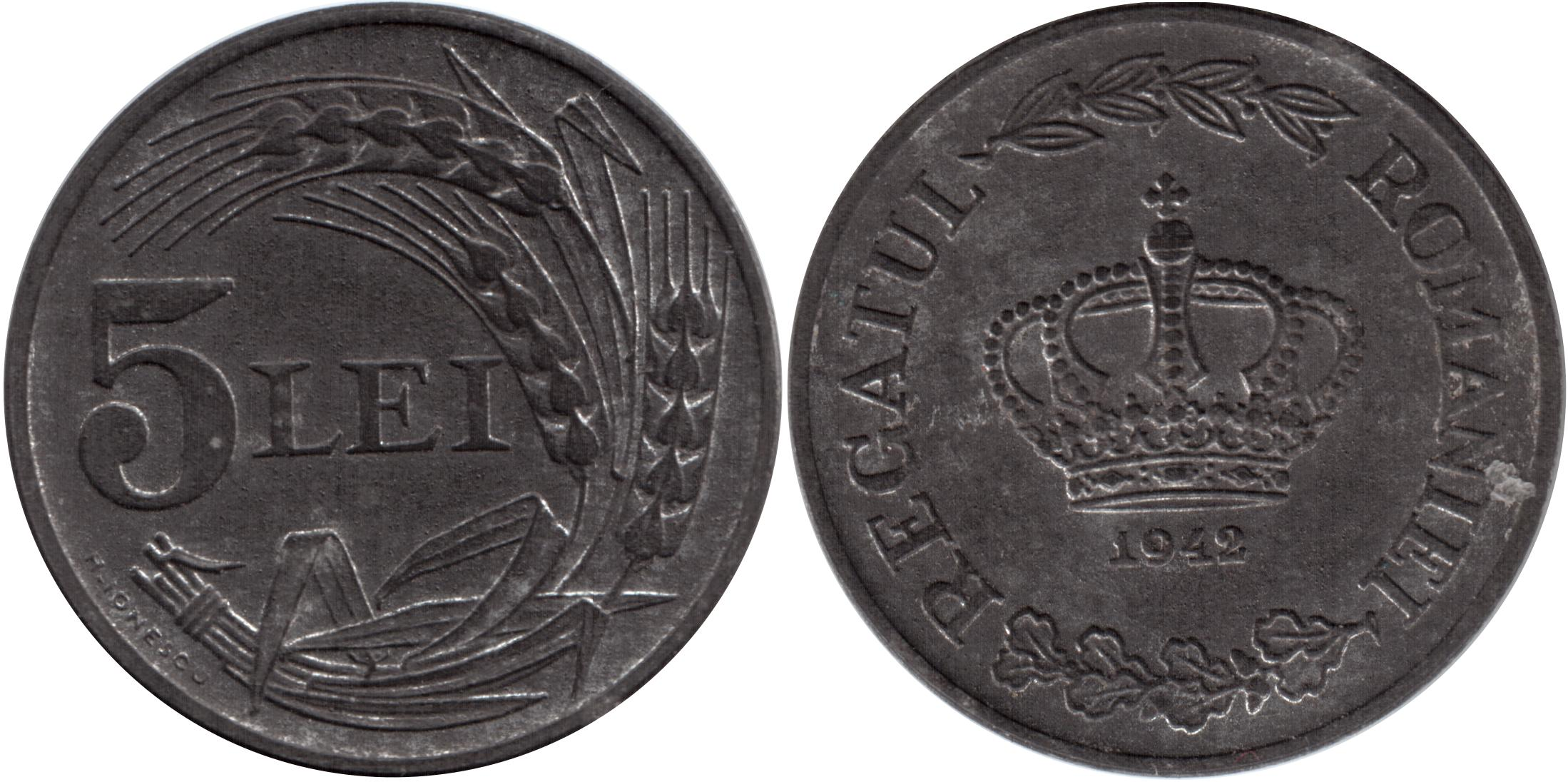
Monedă de 5 lei din 1942

#### 5 lei 1942
Astfel, o nouă monedă de 5 lei a fost introdusă în 1942. Aceasta era realizată din zinc, avea 23 mm în diametru, o greutate de 4,5 g, iar muchia era netedă. Aversul prezenta central coroana regală României înconjurată de numele țării, REGATUL ROMÂNIEI, împărțit în stânga și în dreapta, frunze de laur în partea superioară și frunze de stejar în partea inferioară. Reversul prezenta în stânga valoarea nominală, 5 LEI, înconjurată de un mănunchi de spice de grâu. Numele gravorului, H. IONESCU, se găsea în stânga, deasupra marginii inferioare. Tirajul a fost de 140 de milioane de piese, toate executate în Germania, la Preußische Staatsmünze, între 1942 și 1943, toate purtând milenisimul 1942. Monedele de 5 lei, împreună cu cele de 1 leu 1938-1941, 2 lei 1941, 20 lei 1942-1944, 100 lei 1943-1944, precum și bancnotele de 20 lei și 100 lei 1945 au fost retrase din circulație începând cu data de 25 iunie 1947. Puterea circulatorie a acestor monede și bancnote a încetat la data de 15 iulie 1947.

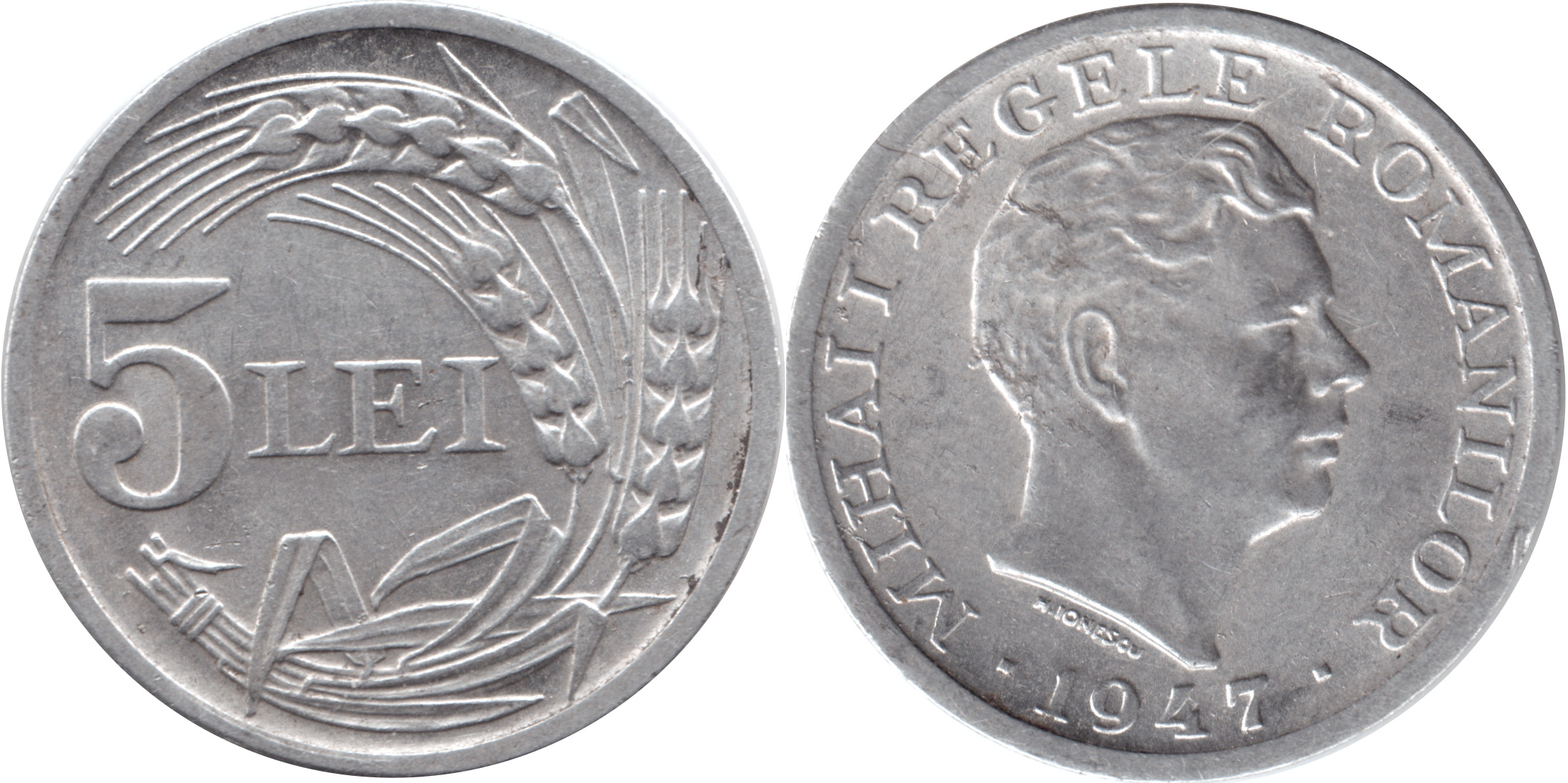
Monedă de 5 lei din 1947

#### 5 lei 1947
După Reforma moonetară din 15 august 1947, o nouă monedă de 5 lei, din aluminiu, a fost introdusă, prin decretul regal nr. 1689, publicat în Monitorul Oficial nr. 186 din 15 august 1947. Aceasta avea același diametru ca emisiunea din 1942 și o greutate de 1,5 grame. Aversul prezenta efigia regelui Mihai I al României, înconjurată de inscripția MIHAI I REGELE ROMANILOR · 1947 ·. Sub efigie se găsea inscripția H. IONESCU, semnătura gravorului Haralambie Ionescu. Reversul monedei avea un design identic cu cel al emisiunii din 1942, și anume prezenta, de-a lungul diametrului orizontal, imprimată în relief, în partea stângă, cifra 5, urmată de cuvântul LEI, redat cu majuscule. Aceste elemente erau încadrate de un mănunchi format din trei spice de grâu, unite la bază, poziționat pe marginea monedei, în partea stângă, sub cifra 5. Tirajul total a fost de 56.026.000 de exemplare, dintre care 53.343.000 au fost bătute la Monetăria din București și 2.683.000 la Monetăria din Budapesta, acestea neputând fi deosebite.
În iunie 1950 Ministerul Finanțelor a anunțat că moneda își va pierde puterea circulatorie începând cu data de 1 iulie din acel an și a prelungit, ulterior, termenul final până la 15 iulie 1950.

### Republica Populară Română

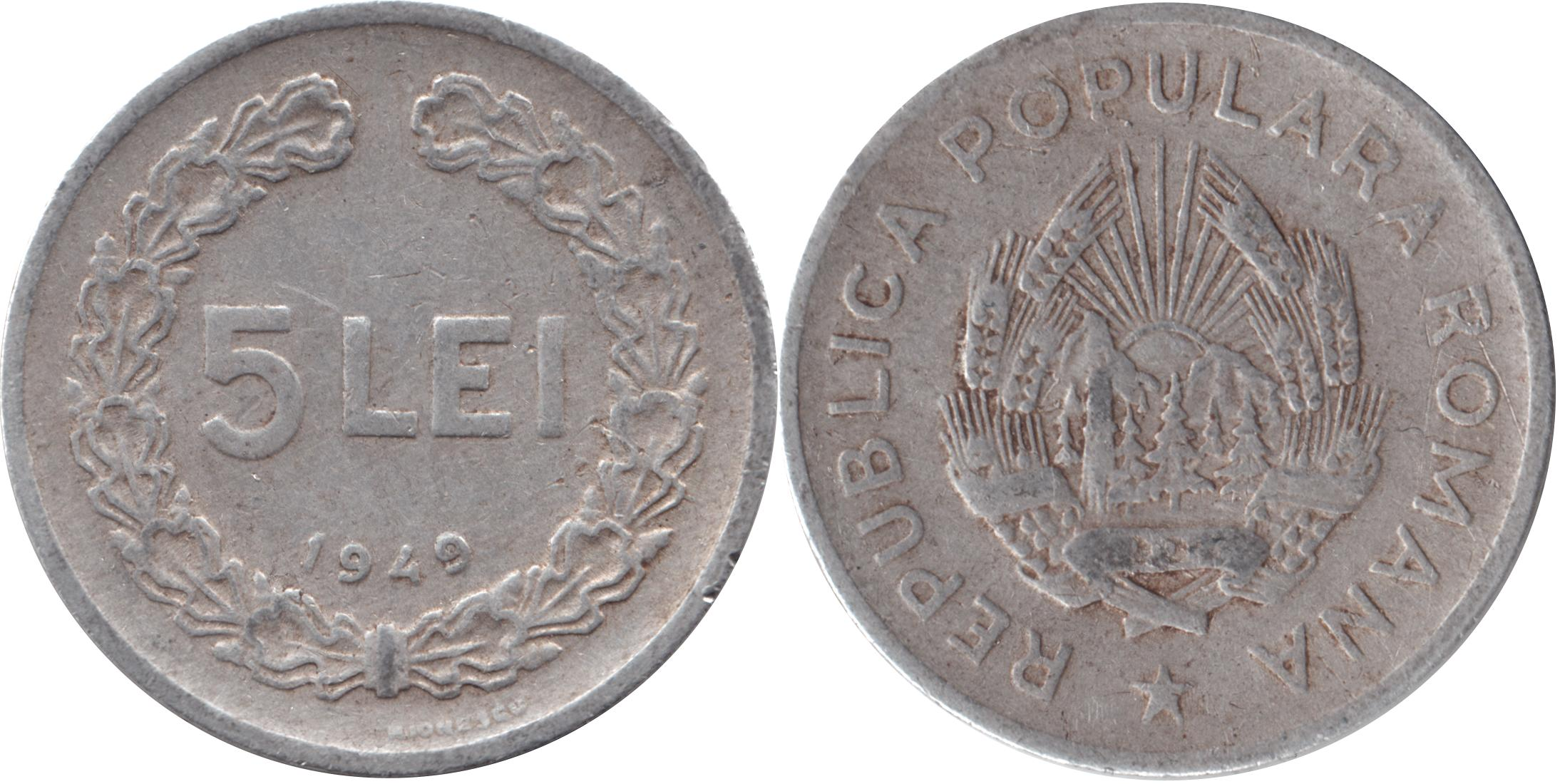
Monedă de 5 lei din 1949

#### 5 lei 1948-1951
După înlăturarea monarhiei și proclamarea Republicii Populare Române, noile autorități comuniste au pus în circulație la data de 19 iulie 1948 o nouă monedă de 5 lei, cu aceleași specificații ca ale emisiunii anterioare, conformă cu noua realitate politică a țării, aceasta fiind a doua emisiune numismatică a Republicii Populare Române, după Medalia comemorativă „Centenarul Anului Revoluționar 1848”. Probabil că această monedă de 5 lei a fost pusă prima în circulație deoarece, dintre monedele emise după reforma monetară din 1947, aceasta era singura care purta efigia regelui. 
Aversul prezenta stema comunistă a României înconjurată de inscripția REPUBLICA POPULARA ROMANA ★. Reversul prezenta valoarea nominală, 5 LEI, și anul emiterii într-o coroană din ramuri de stejar. Sub coroană se găsea numele gravorului, H. IONESCU. Moneda a fost emisă anual între 1948 și 1951 și a circulat până la Reforma bănească din 26 ianuarie 1952, fiind emisă, ulterior, o bancnotă pentru această valoare nominală.

### Republica Socialistă România

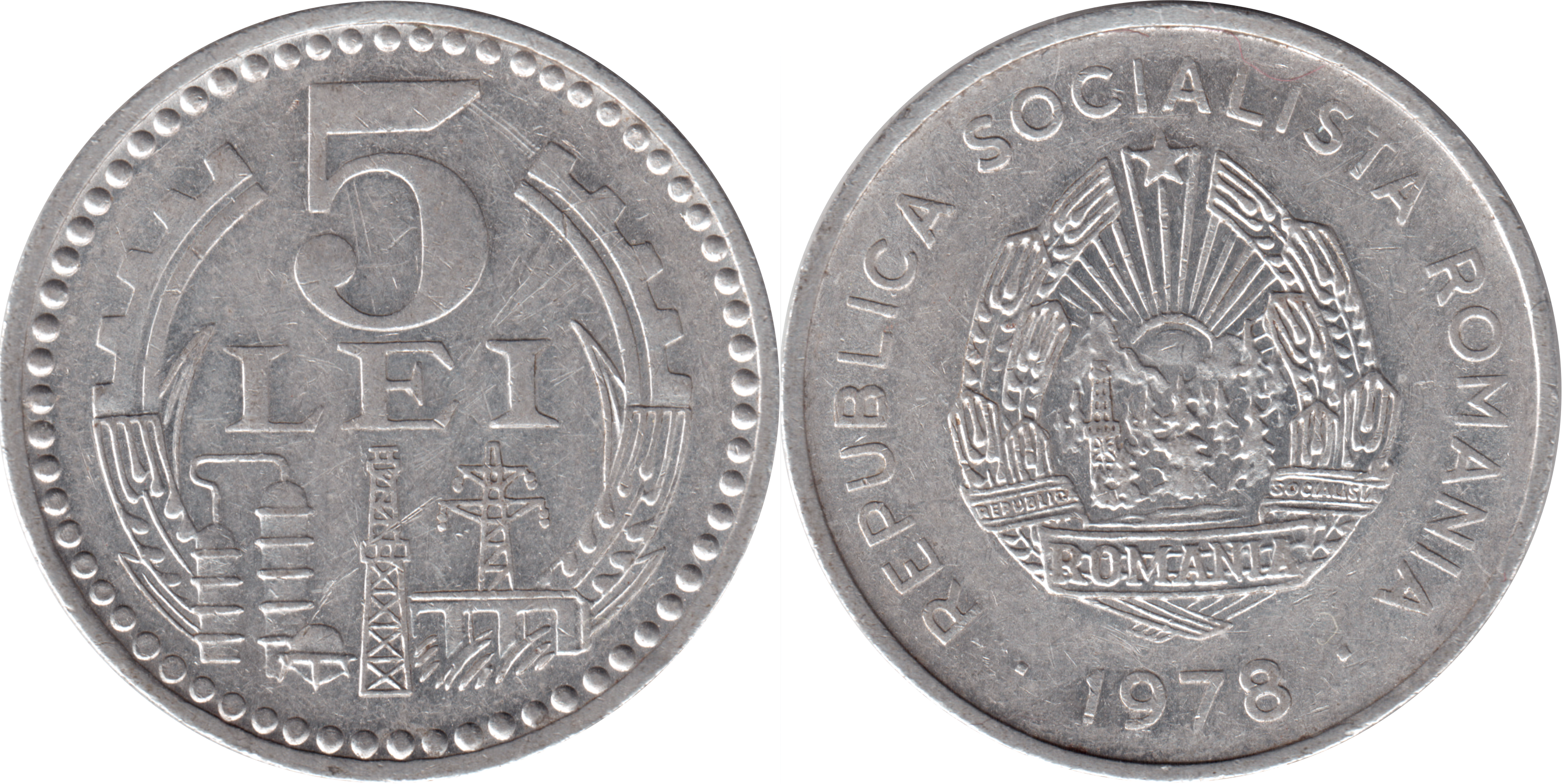
Monedă de 5 lei din 1978

#### 5 lei 1978
Valoarea nominală sub formă de monedă a revenit în urma Decretului 273 din 24 iulie 1978, și a circulat în paralel cu bancnotele emise în 1952 și 1966. Noua monedă era din aluminiu, avea 29 mm în diametru, o greutate de 2.8 g și muchia era ornamentată cu două linii ondulate, despărțite de câte un romb la ambele capete, sub forma ∿∿∿∿∿∿ ◆ ∿∿∿∿∿∿ ◆.
Aversul prezenta stema comunistă a României înconjurată de numele țării, REPUBLICA SOCIALISTĂ ROMÂNIA și anul emiterii, 1978. Pe revers, într-o coroană care până la jumătate era formată din spice de grâu, fiind continuată de o roată dințată, erau prezente în jumătatea superioară valoarea nominală, 5 LEI, iar în cea inferioară o scenă cu o hidrocentrală și un stâlp de linie electrică în partea dreaptă și o sondă cu o rafinărie de petrol în cea stângă.
Moneda a fost retrasă din circulație împreună cu bancnota de 100 lei, emisiunea 1966, începând cu 15 octombrie 1993, acestea putând fi utilizate în plăți curente până la 31 decembrie 1993, iar în perioada 1–15 ianuarie 1994 fiind acceptate pentru plăți sau preschimbare doar la casieriile unităților bancare, ale Casei de Economii și Consemnațiuni și ale oficiilor PTTR.

### După 1989

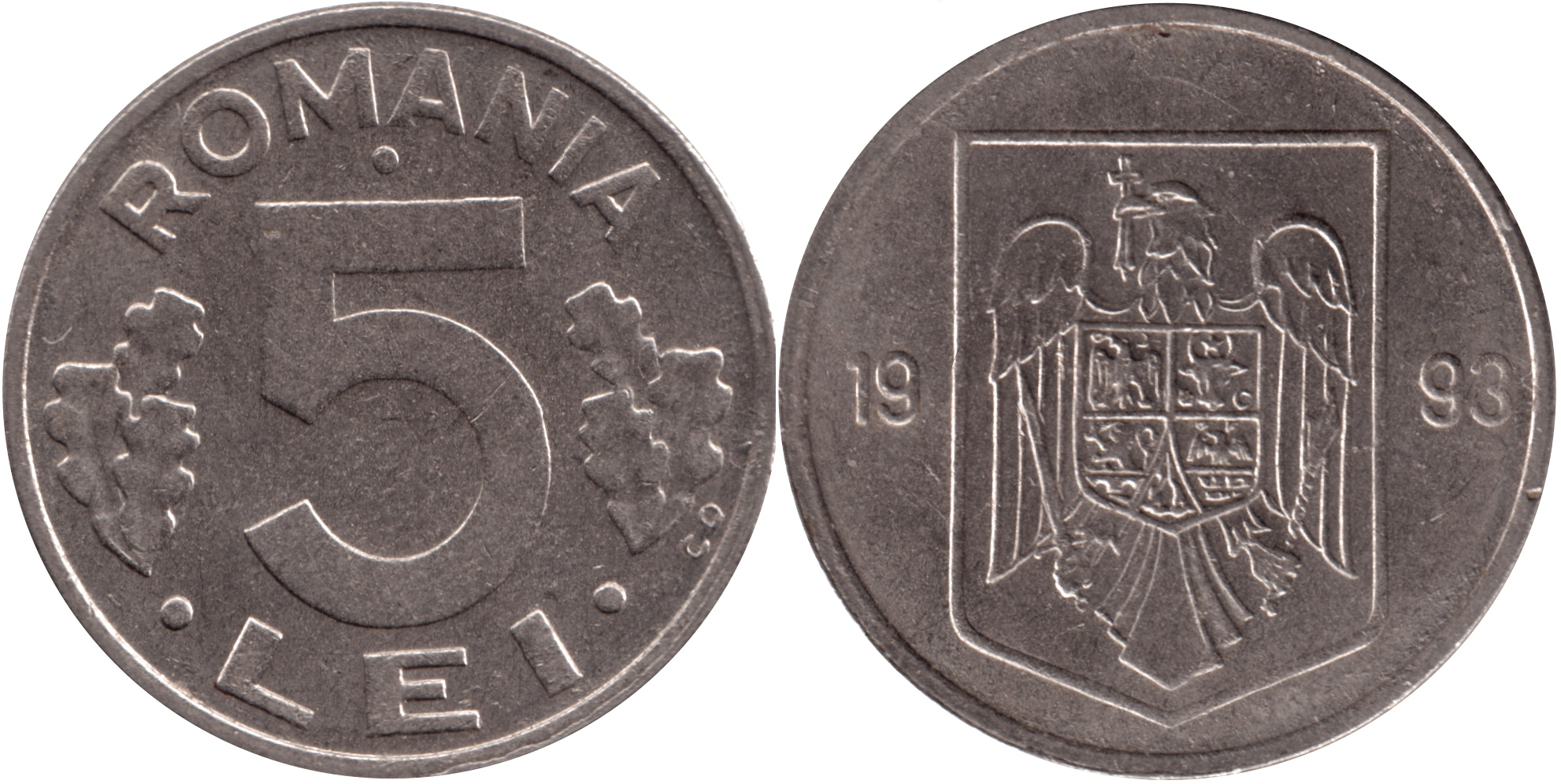
Monedă de 5 lei din 1993

#### 5 lei 1992-1996
Prima monedă de 5 lei emisă după Revoluția Română din 1989 a fost pusă în circulație la 21 decembrie 1992. Aceasta era din oțel placat cu nichel, avea 21 mm în diametru, o greutate de 3,35 g și muchia netedă. Aversul prezenta stema României, cu data emiterii împărțită de o parte și de alta a stemei. Inițialele gravorului, V.G., de la Vasile Gabor, erau plasate jos, în dreapta stemei. Reversul prezenta valoarea nominală, 5 LEI, cu frunze de stejar în lateralele acesteia și numele țării, ROMANIA, în partea superioară. Îpartea dreaptă, lângă margine, se găseau inițielele gravorului, CD, de la Constantin Dumitrescu. Moneda a fost bătută anual, până în 1995, inclusiv, și a avut un tiraj de 30.000.000 piese în 1992, 70.000.000 piese în 1993, 10.000.000 piese în 1994 și 25.000.000 piese în 1995. Ulterior, a mai fost bătută la calitate proof în seturi de monetărie în 2000, 2002, 2003 și 2005. A avut putere circulatorie, de jure, până la 1 iulie 2003, când a fost scoasă din uz, iar ulterior a putut fi schimbată la sucursalele Băncii Naționale Române până la 30 iunie 2004.

După Denominarea din 2005, când 10.000 de lei vechi au devenit 1 leu nou, nu au mai fost emise monede de circulație generală, ci doar comemorative, valoarea nominală de 5 lei fiind utilizată pentru o bancnotă.

Monede comemorative de 5 lei emise dupa 1 iulie 2005
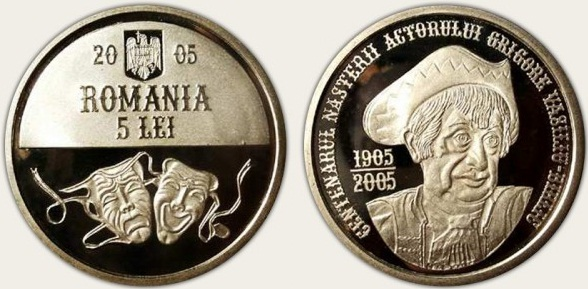
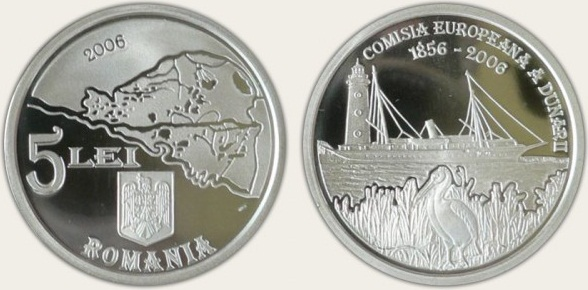